# Ascendancy (videogioco)
Ascendancy è un videogioco strategico a turni per MS-DOS sviluppato da The Logic Factory e pubblicato nel 1995.

## Trama
Sessantamila secoli fa, c'erano oltre venti miliardi di pianeti ospitali»
(Ascendancy (filmato introduttivo), The Logic Factory, 1995)
In Ascendancy ventuno specie differenti si affrontano per il dominio della galassia, visualizzata nel filmato introduttivo come una galassia a spirale.
Ogni specie ha personalità, storia e abilità speciali uniche nella lotta per l'ascesa a forma di vita dominante. L'obiettivo sarà quello di colonizzare nuovi mondi, costruire le infrastrutture terrestri e orbitali e aprire nuovi campi del sapere tramite la ricerca scientifica, sempre mantenendo i contatti diplomatici con le altre specie.
La partita inizia quando la specie arriva a un passo dal disporre della tecnologia per viaggiare attraverso le rotte stellari (star lane). Queste sono dei wormhole che collegano punto a punto i diversi sistemi stellari, e si distinguono in blu (viaggi normali e brevi) e rosse (viaggi lenti e lunghi). La tecnologia per i viaggi interstellari viene chiamata Navigazione spazio-tempo e il dispositivo che la consente guida stellare (sostituibile con iperguida stellare dopo la scoperta della Esplorazione avanzata).

## Modalità di gioco
L'azione di gioco è simile ai giochi della serie Master of Orion (detta 4X). 
Ogni partita è generata casualmente su un modello di galassia sferoidale di dimensioni impostabili, con da 3 a 7 giocatori (specie), ciascuno dei quali controlla inizialmente solo il proprio pianeta di origine.
La mappa galattica, tridimensionale, è completamente ruotabile e zoomabile, così come quella dei sistemi stellari.
Lo scopo principale delle tecnologie scaturite dalla ricerca è quello di creare una flotta per la colonizzazione e la difesa. Le due cose sono collegate, dato che il numero massimo di navi è calcolato in base ai sistemi stellari controllati dal giocatore. Le dimensioni delle navi sono: piccola, media, grande e enorme. L'aspetto e alcune caratteristiche delle singole navi cambiano a seconda della specie.
Le navi sono completamente personalizzabili e modulari. Un numero limitato di moduli proporzionale alla dimensione della nave può essere installato, e dopo la costruzione di uno spazioporto orbitale è possibile modificare i moduli installati su una nave, aggiornandola alle più recenti tecnologie.
Le navi si spostano tra un sistema e l'altro lungo le rotte stellari, mentre all'interno dei sistemi avvengono i movimenti di dettaglio tra un pianeta e l'altro e i combattimenti. I pianeti, di dimensioni e caratteristiche variabili, sono suddivisi in caselle dove possono essere edificate varie strutture di superficie.
La diplomazia consente di scegliere domande preimpostate per scambiare tecnologie, mappe e rotte stellari e di chiedere aiuto militare in un sistema stellare specifico ad un'altra specie. 
Le informazioni su un particolare oggetto sono ottenibili semplicemente premendo SHIFT e cliccando sull'oggetto. Le schermate possono essere chiuse con ESC o cliccando in uno dei quattro vertici dello schermo.

## Riconoscimenti
Ascendancy ricevette numerosi riconoscimenti, fra cui il premio Best Strategy Software di PC Gamer nel novembre 1995 e il Codie Award come Best Strategy Software del 1996.

## Versione per iOS
Una versione per iOS è stata pubblicata sull'App Store nel 2011